# 丽芙城堡

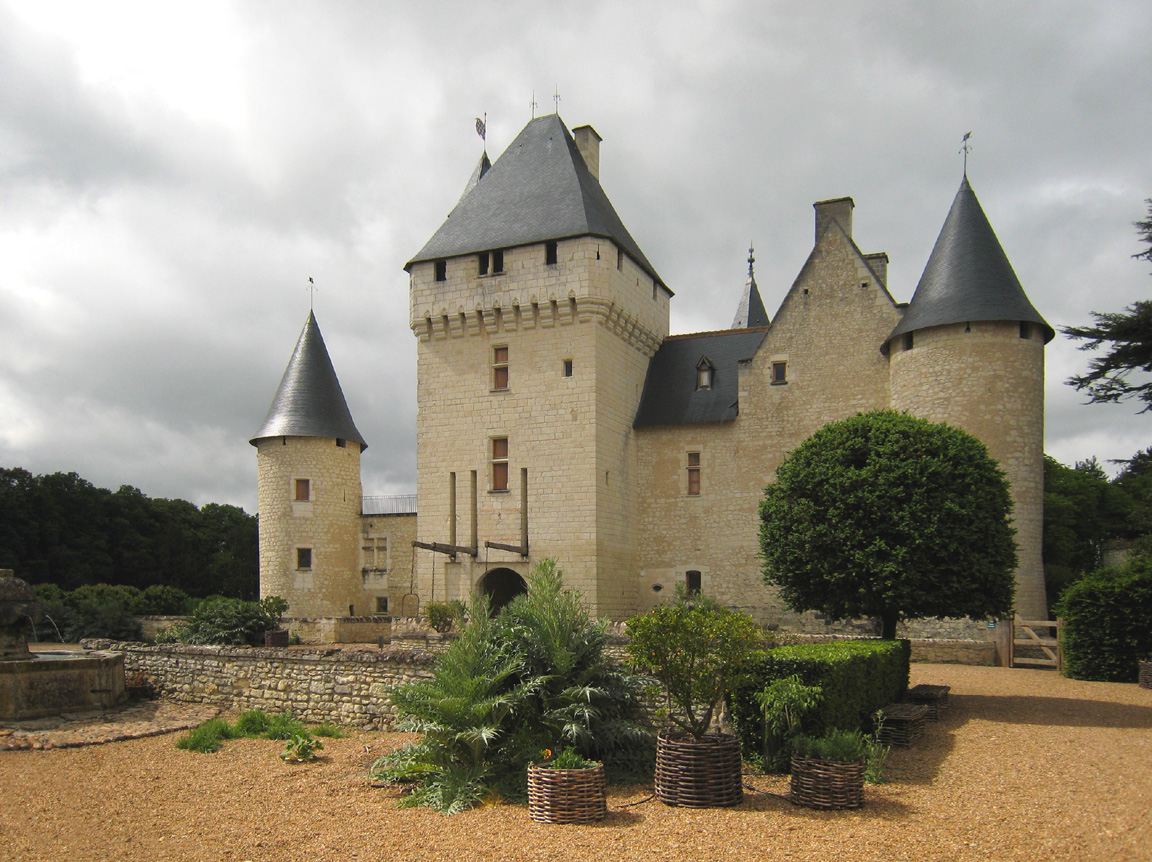
丽芙城堡

丽芙城堡（Château du Rivau），是法国的一座十五世纪古城堡，位于安德尔-卢瓦尔省莱姆雷，位置在罗亚尔河河谷正中，距離希农约十公里。其拥有十二个美丽的主题花园，每个都被法国文化局命名为「重点花园」。丽芙城堡的开放日期是每年四月到十一月。 

## 历史
丽芙城堡的历史悠久，它是由知名的有法国皇室血统的Beauvau 家族在十五世纪创建，而且和法国文艺复兴和圣女贞德有着紧密的联系。1429 年，在英法百年战争末期，圣女贞德为了解奥尔良之围来到丽芙城堡征求战马，因为丽芙当时著称出产良马。

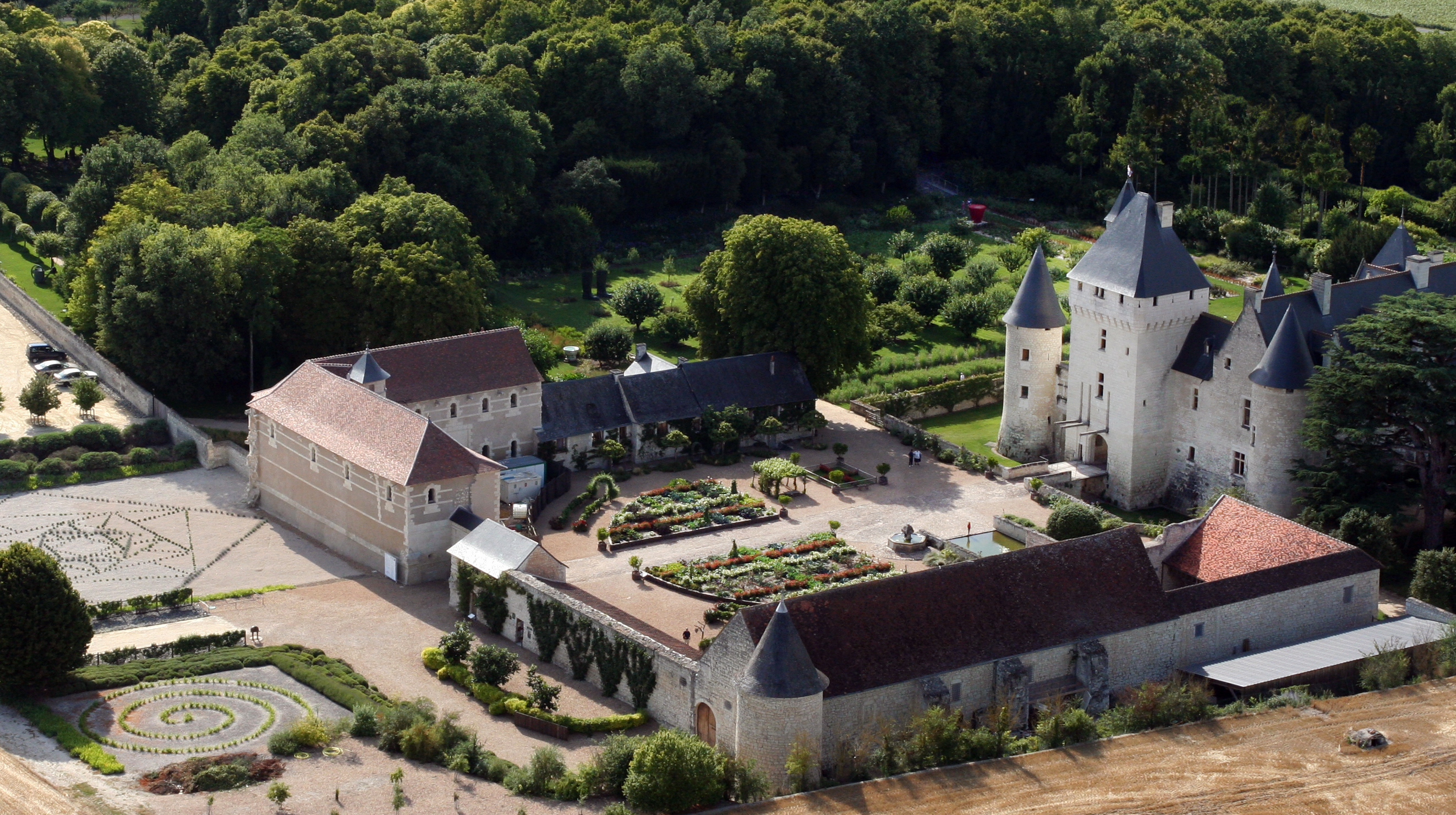
丽芙城堡

1442年，查理六世 (法蘭西)的首相Pierre de Beauvau此城堡的主塔和护城河部分，巩固城堡的外围。一些中世纪作家都曾描绘这座古堡的美丽。在拉伯雷1556年的作品《巨人传》中，老巨人把这座城堡作为战利品送给他的追随者Tolmere。
十七世纪时，丽芙城堡没有受到太大损害，因为当时黎塞留宰相的姐姐嫁给了丽芙的主人Jacques de Beauvau。直到法国大革命時，丽芙則属于维兰多丽（Villandry）地方贵族所有。

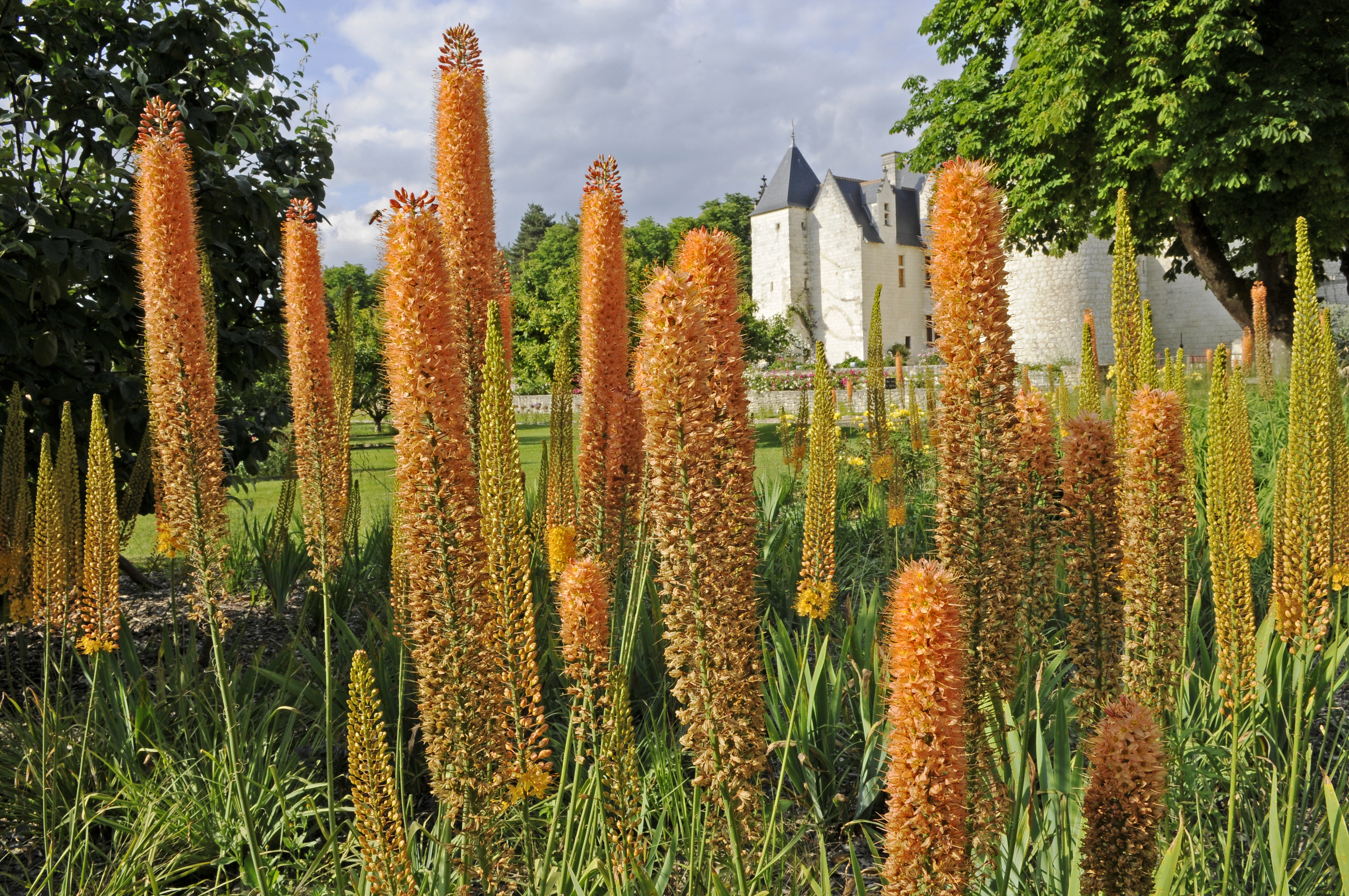
丽芙城堡

丽芙城堡现已恢复到昔日的辉煌，现有主人林诺夫妇经过十七年的整修。让此城堡获得了「法籍美国之友首奖」和「Demeure Historique Grand Prix」等奖项。城堡内的农庄和广场的重新连接，让游客重睹十五世纪建筑的原貌。中世纪的城堡、农庄與制酒室都被法国文化处命名为历史遗产。

## 梦幻花园
林诺夫人按照城堡历史纪录重建的十二个花园，令人联想起中世纪的雕刻和童话。四百种不同的玫瑰使丽芙成为「法国香味玫瑰的绿室」。在巨大的厨房花园里有許多植物生長，像是南瓜、黄瓜、卷心菜與红白牡丹花群相应点缀。
罗亚尔河谷古老的葡萄藤和爬滿墙壁的玫瑰花，在花园凭栏上缠绕生长，沿草丛小径可走到「汤姆的手指」、「魔幻丛林」、「迷宫」、「奔走的森林」等花园。经过这些花园可見到用泥土罐與园林设备拼凑，或者刻在橡树干上的精灵和仙女圖案。丽芙的园林艺术家设计的栗树栅栏、木枝门和长凳，让游人在休息时也能感受城堡的魅力。
花园里的现代艺术品，反映了人与自然的和谐交换。花园主人每年都会请一位新的艺术家來進行园林设计，藉此表达人对自然的影响。在阳光下的花园，千百支玫瑰竞相争艳。香水小径、童话地毯、花朵草坪、神秘花园加上鲜花和绿草，把丽芙城堡点缀如世外天堂一般。

## 照片集錦

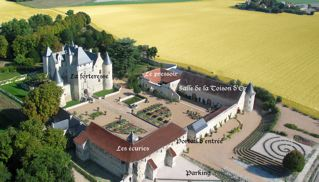
夏日遠眺
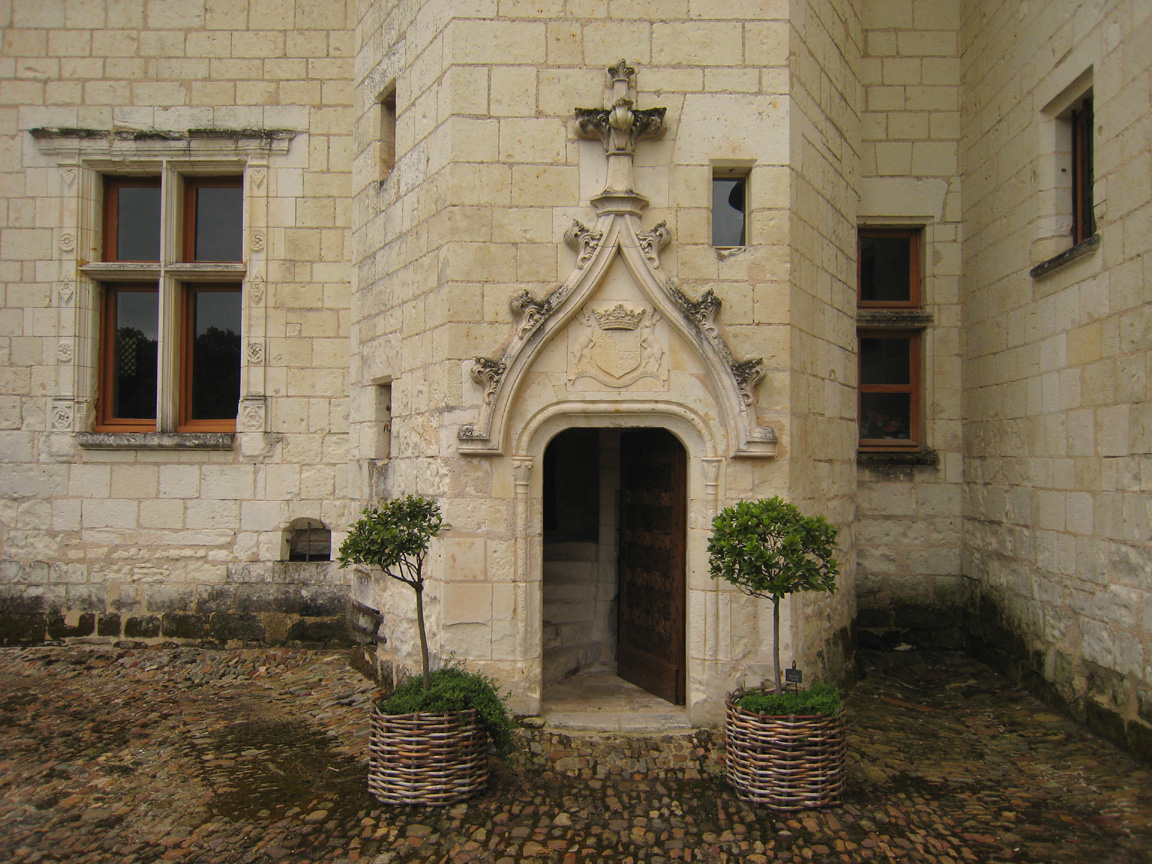
城堡入口
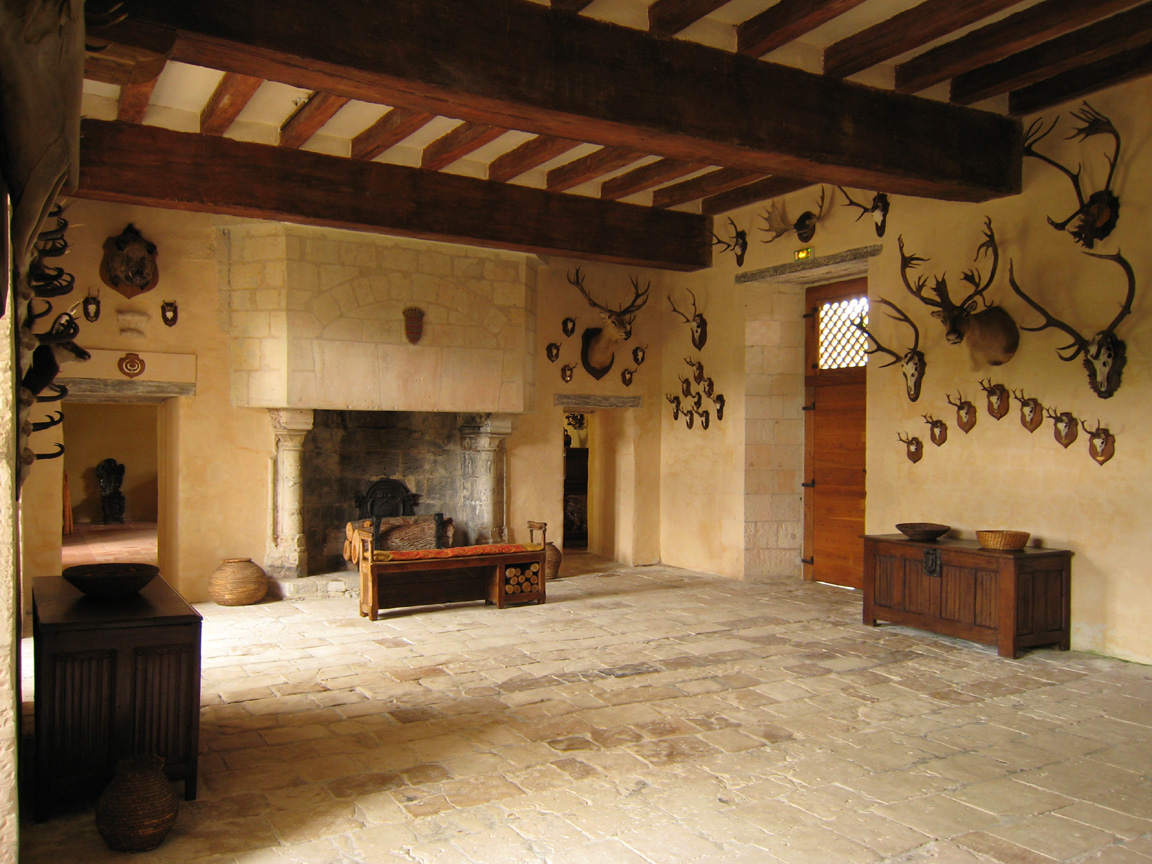
城堡大廳
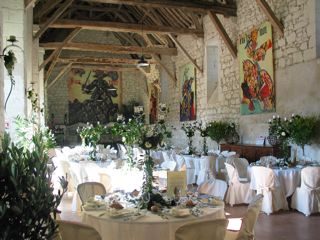
麗芙城堡金羊毛室